# Каргопольський район
Каргопо́льський муніципа́льний райо́н — адміністративна одиниця Росії, Архангельська область. До складу району входять 1 міське та 5 сільських поселень, разом — 6 поселень.